# Johann Georg Gmelin (Maler)
Johann Georg Karl Gmelin (häufig nur Georg Gmelin, * 2. Februar 1810 in Rom; † 24. Mai 1854) war ein deutscher Maler. 

## Leben
Als Sohn des Kupferstechers Wilhelm Friedrich Gmelin geboren, machte er sich einen Namen als Landschaftsmaler und verbrachte den Großteil seines Lebens in Rom. Am 27. Juni 1842 heiratete er Enrica Sabucci. Während einer Deutschlandreise Gmelins verstarb Sabucci und er heiratete eine arme Frau aus Rom, deren Name nicht bekannt ist. Insgesamt hatte er drei Kinder und starb in einem Kloster in der Nähe von Rom, in dem er auch seine vorherige Krankheit verbracht hatte. Viele seiner Gemälde befinden sich in einem Landhaus in der Nähe von Stuttgart.